# Mellanheden
Mellanheden är ett bostadsområde i Västra Innerstaden i Malmö.
Området ligger mellan Erikslustvägen och Bellevuevägen, norr om Mellanhedsgatan. Bebyggelsen består av villor från 1920-talet och flerbostadshus från 1950-talet.

## Området
Stadsplanen utformades av stadsplanechefen i Malmö, Gunnar Lindman. Det är en god representant för de stadsplaneideal som gällde under efterkrigstiden och som bland annat förordade hus i park med mycket ljus och luft. Typiskt för Lindman är att planen bildar sekvenser av olikartade gårdsrum. Karaktäristiskt för området är den omsorgsfullt gestaltade utemiljön där den centralt belägna Mellanhedsparken förgrenar sig in bland husen och binder samman de olika delarna. Viktig var också tanken att låta bostadsområdet utgöra en grannskapsenhet.
Namnet Mellanheden kommer från att området låg mellan Västervång och Vångkarlevången, som numera heter Solbacken.

## Bebyggelsen
I väster längs Erikslustvägen ligger stjärnhusen, en udda företeelse i Malmös stadsbild. De byggdes av HSB efter ritningar av Thorsten Roos 1951. Husformen skapar intima sexkantiga gårdar, en form som på Mellanheden återkommer i exempelvis rabatter, lekytor och fönster. 

## Utbildning
I Mellanheden finns två intressanta skolkomplex: Slottsstadens skola (6-9) och Mellanhedsskolan (F-5). Slottstadens skola ritades av Bror Thornberg 1952 och skolan utgörs av låga friliggande längor. Mellanhedsskolan stod färdig ett par år senare och är ett verk av lundaarkitekten Hans Westman. Med sina korsvirkesmotiv och partier av gråsten visar skolan på hans intresse för regional arkitektur. Centralt i området ligger även Mellanhedens IP.
Höstterminen 2014 väntades Mellanhedsskolan bli en skola med årskurs F-6, det är dock oklart om Slottstadens skola kommer fortsätta vara 6-9-skola, då Slottsstadens skola även tar emot elever från andra låg- och mellanstadieskolor.

## Kända profiler i området
Många av Malmös mest kända profiler har någon form av koppling till området Mellanheden. Det kan vara personer som har vuxit upp eller varit bosatta i området under delar av sitt liv, som exempelvis Max Walter Svanberg (svensk surrealistisk konstnär) och Richard Frederiksen (filantrop känd för sitt sociala arbete med utsatta människor). Det kan även vara musiker så som The Cardigans eller Danne Stråhed.